# Жовтокірник
Жовтокірник (Pseudoscleropodium) — рід мохів родини Brachytheciaceae. Рід містить один вид, Pseudoscleropodium purum, якого знайдено на всіх континентах, крім Антарктиди. 